# Ана Баракова
Ана Баракова е български независим народен представител в XLIII народно събрание.

## Биография
Ана Георгиева Баракова е родена на 11 юни 1980 г. в Пловдив, България. Завършила е химия и е била преподавател в пловдивско училище. Става част от сдружение „Евромайки“, което е част от България без цензура. За парламентарните избори през октомври 2014 г. е поставена под номер 13 в листата на „ББЦ“ в 16 МИР Пловдив град като представител на „Евромайки“. Номерът ѝ съвпада с номера на партията за изборите през 2014 година. Партията ѝ печели две места. Чрез преференции Баракова измества втория в листата — пловдивския адвокат Дяко Дяков и става депутат в XLIII народно събрание. Нейният случай повтаря този с евродепута Момчил Неков, който на изборите за Европейски парламент няколко месеца по-рано е избран за член на ЕП от листата на БСП, след като мястото му в нея (15-то) съвпада с номера на партията за изборите. Заради непознатия за повечето избиратели преференциален вот, голяма част от тях зачертват и двата номера 15. Поради тази причина избирането на Неков става известно като феноменът 15/15.

### Скандал и заплахи
Няколко дни след изборите Ана Баракова в интервю за Нова телевизия споделя, че е била заплашвана и притискана да се откаже от мястото си в парламента. Тя също така споделя, че един от хората, които са искали да се откаже от депутатското си място, е водачът на „ББЦ“ в 16 МИР Пловдив и избран за депутат Мартин Иванов (известен и с прякора си Данона). След това Баракова участва и в рубриката „Карай направо“ с Диана Найденова, където казва, че са я причаквали пред училището, в което работи. След това са разбили дома ѝ и дори са откраднали домашния ѝ любимец. Мартин Иванов и Светлин Танчев (депутат и председател на парламентарната група на коалиция „България без цензура“, която в парламента е „Български демократичен център“) отричат тези твърдения.
Въпреки заплахите, Баракова решава, че ще стане депутат. Тя предизвиква абсолютен прецедент, като се откъсва от парламентарната си група и става независима още преди да се закълне. Баракова дори седи сама на ред в пленарна зала.